# Hazelton (Kalifornia)
Hazelton (dawniej Sunset i Sunset Camp) – obszar niemunicypalny w Kern County, w Kalifornii (Stany Zjednoczone), na wysokości 235 m.